# Сміла
Смі́ла (МФА: [ˈsʲmʲiɫɐ] ( прослухати)) — місто в Україні, адміністративний центр Смілянської міської громади Черкаського району Черкаської області. У місті розташований найбільший залізничний вузол області — станція Імені Тараса Шевченка. За часів Російської імперії — містечко Черкаського повіту Київської губернії.

## Географія

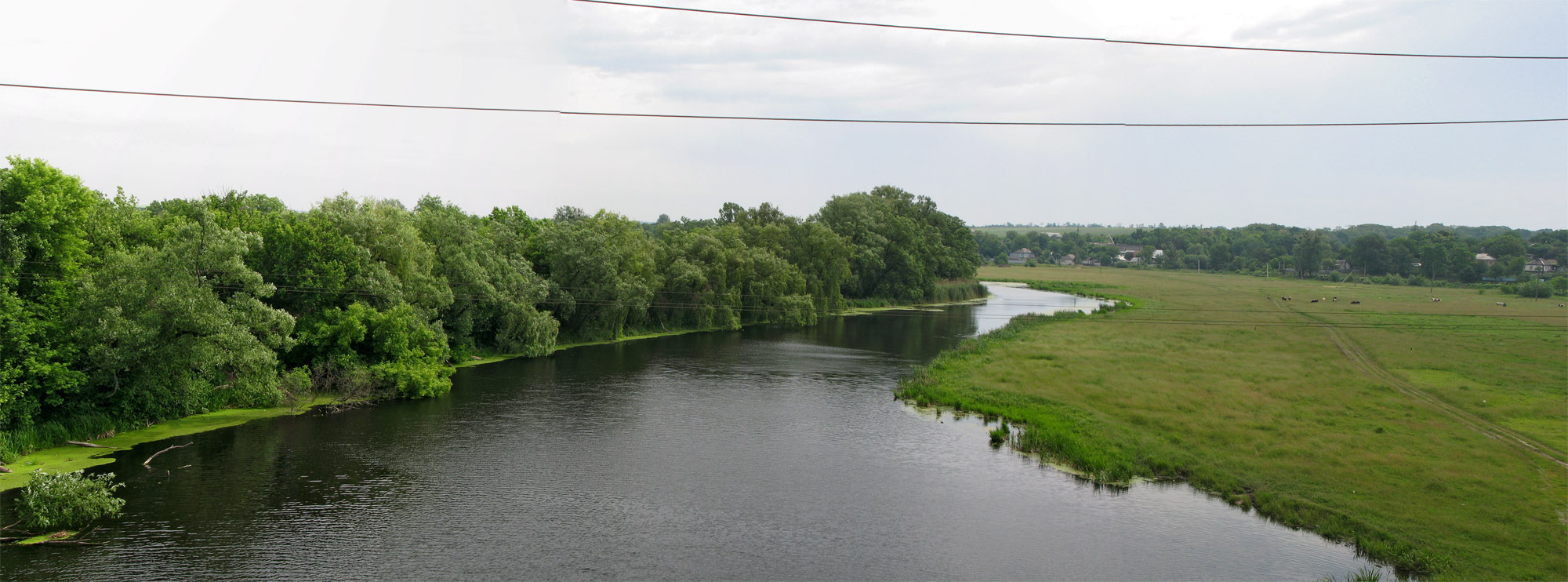
Річка Тясмин у Смілі

Наддніпрянське місто Сміла розташоване за 25 км. автодорогами від обласного центру та за 200 км. від столиці, на Придніпровській височині, над річкою Тясмин.

## Клімат
Клімат помірно континентальний. Зима м'яка, з частими відлигами, літо тепле, іноді посушливе. Період із температурою +10 градусів становить 160—170 днів. Річна кількість опадів 450—520 мм. Через місто протікає ріка — Тясмин, притока Дніпра..
| Кліматограма Сміли | Кліматограма Сміли | Кліматограма Сміли | Кліматограма Сміли | Кліматограма Сміли | Кліматограма Сміли | Кліматограма Сміли | Кліматограма Сміли | Кліматограма Сміли | Кліматограма Сміли | Кліматограма Сміли | Кліматограма Сміли |
| --- | ------------------ | ------------------ | ------------------ | ------------------ | ------------------ | ------------------ | ------------------ | ------------------ | ------------------ | ------------------ | ------------------ |
| С | Л                  | Б                  | К                  | Т                  | Ч                  | Л                  | С                  | В                  | Ж                  | Л                  | Г                  |
| 36 −3 −8 | 33 −1 −6           | 29 3 −2            | 38 12 5            | 37 20 10           | 63 23 13           | 76 25 15           | 53 24 14           | 36 19 10           | 31 12 4            | 41 5 0             | 44 0 −5            |
| Середня макс. і мін. температури повітря (°C) Атмосферні опади (мм), за рік : 517 мм. Джерело: «Climate-Data.org» (англ.) |                    |                    |                    |                    |                    |                    |                    |                    |                    |                    |                    |

## Історія

### Заснування Сміли

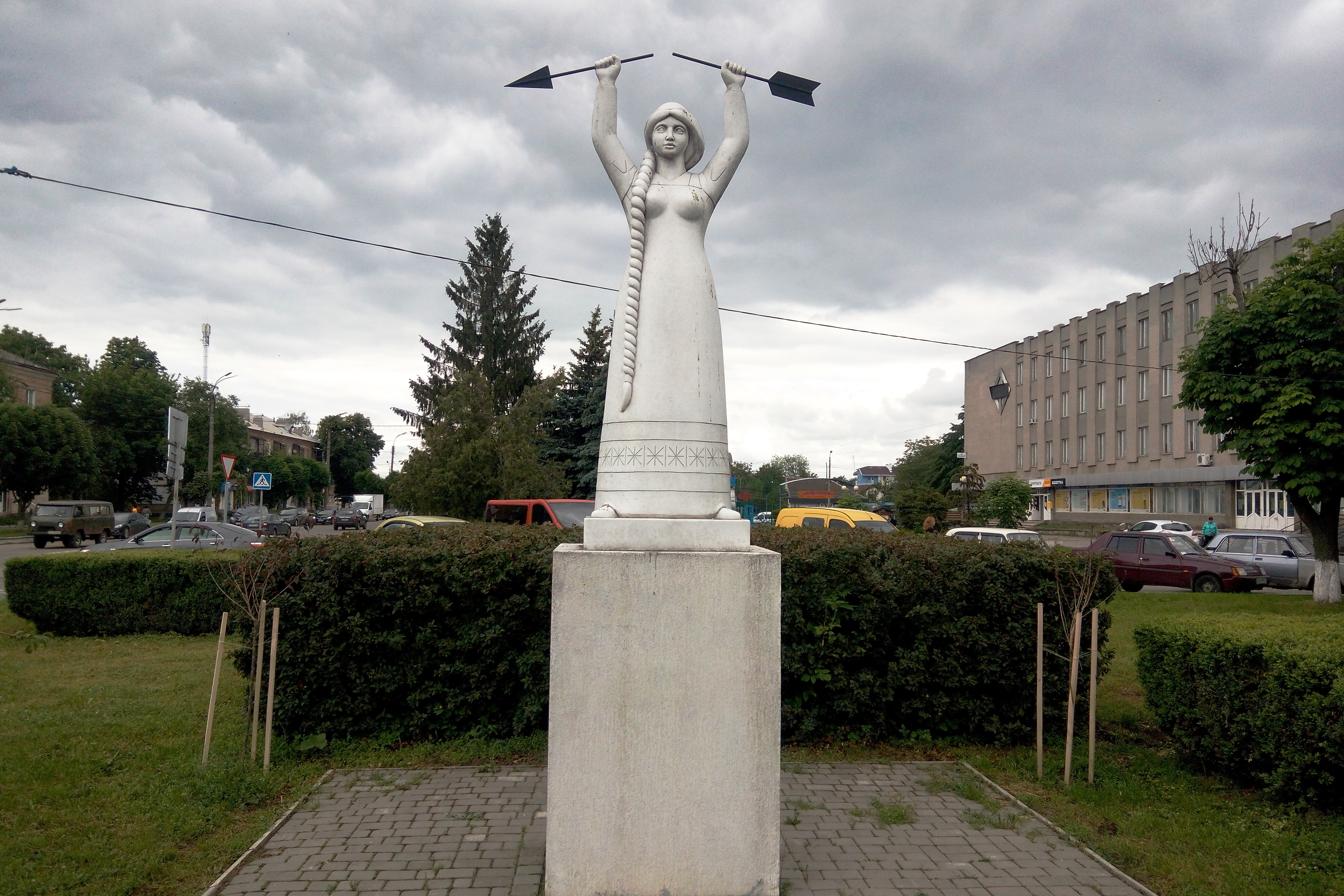
Пам'ятник Смілі

Сміла та її околиці були заселені ще здавна, про що свідчать залишки давніх поселень та численних курганів, виявлених у різних частинах міста та поблизу нього. Два значних древніх городища та 44 кургани вперше були досліджені у 1879—1883 роках О. О. Бобринським, онуком власника Сміли графа Олексія Олексійовича Бобринського. Ці знахідки датуються приналежністю частково до кам'яної доби, частково до бронзової. Офіційна дата народження Сміли 1542 рік. У XVI столітті в документах Великого князівства Литовського зазначено що на місці хутора в 1542 році з'являється поселення Яцькове-Тясмино. Назва Сміла відома з першої половини 17 століття. Із назвою міста пов'язана легенда, яку записав граф Л. О. Бобринський: «Якась-то дівчина провела воїнів через важкодоступне болото в тил до ворога. Вони перемогли тьму-тьмущу ворогів у кривавій битві, але дівчину не вберегли. Поховали воїни героїню над Тясмином і назвали її Смілою, а містечко Тясмин на її честь назвали Смілою».

### Гетьманщина

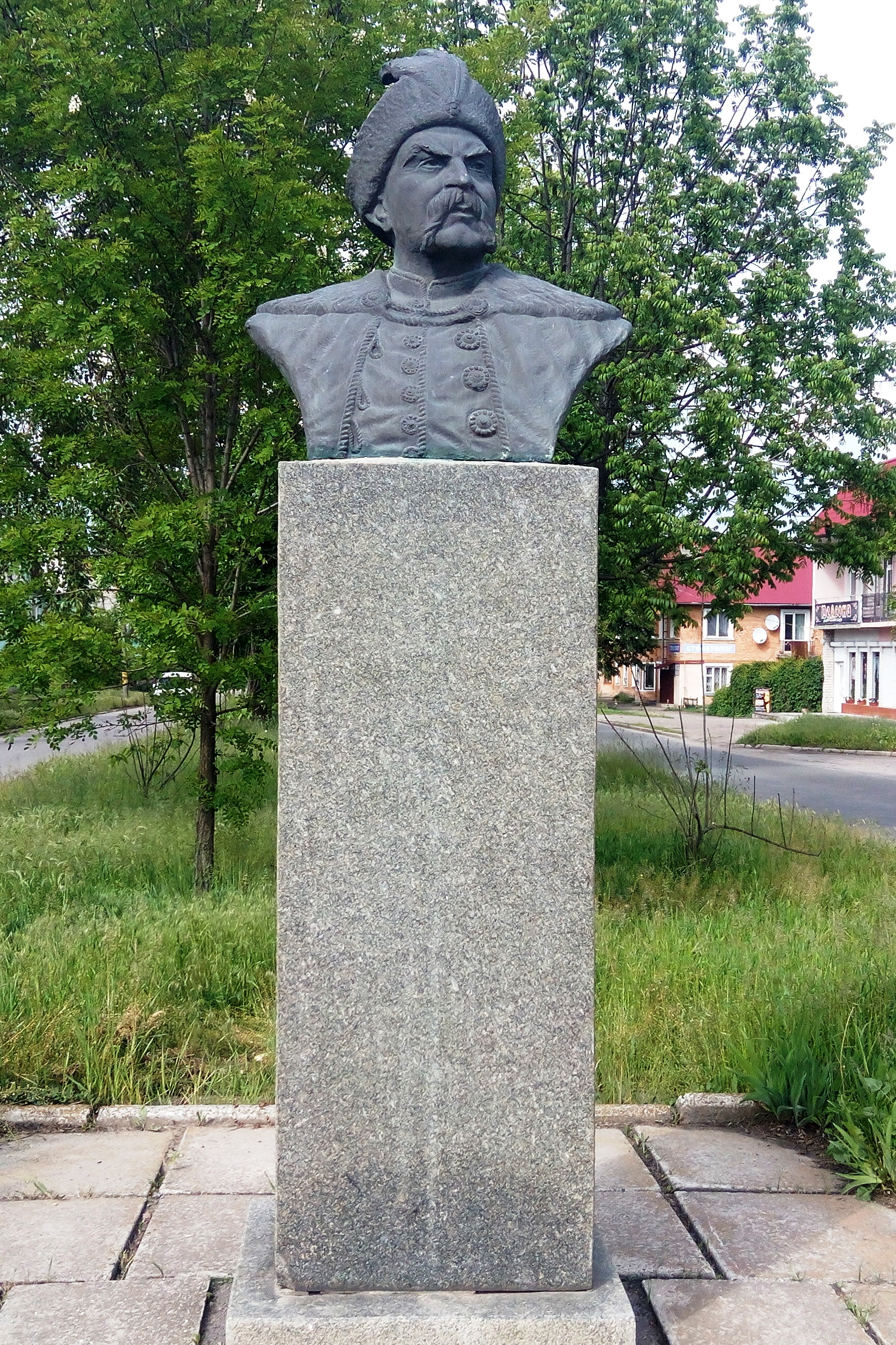
Пам'ятник Богдану Хмельницькому

У 1648 — 1667  це сотенне містечко Чигиринського полку. У 1654 році переяславський полковник Павло Тетеря отримав від Російського царя грамоту на місто. В 1658—1659 роках власником Сміли був полковник Данило Виговський.

### Період Речі Посполитої

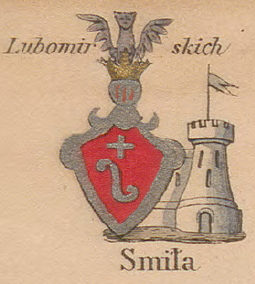
Смілянський замок на мапі Зигмунда Герстмана

За Слободищенським трактатом 1660 року на цих землях відновлена влада Речі Посполитої і Сміла переходить у власність Олександра Конецпольського у складі Речі Посполитої. Постійні битви між поляками, татарами і турками, а також війна із шведами призвели до розорення й спустошення Сміли. (див. Руїна).
У XVII столітті власниками Сміли стають польські князі Любомирські, які в 1742 році побудували дерев'яний замок із валом і частоколом навколо міста.

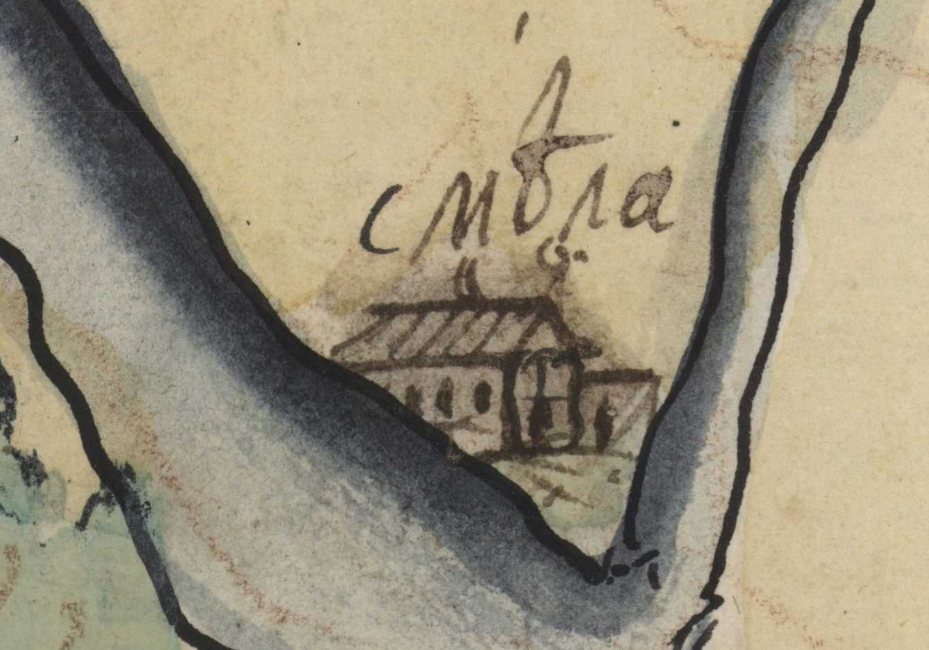
Сміла на карті XVIII століття

У 30 — 60 роках 18 століття населення Сміли брало участь у гайдамацькому русі.

### Імперський період
У 1787 році князь Ксаверій Любомирський продає свої землі навколо Сміли князю Потьомкіну. В 1793 році землі переходять до графа Олександра Самойлова, племінника Потьомкіна. У 1795 році у Смілянських володіннях графа Самойлова мешкає 1747 чоловік осілого населення та 435 неосілих, з них 50 ремісників, 9 шевців, 6 ткачів, 8 кравців. Решта — землероби.
У 1793 році за другим поділом Польщі Сміла відходить до складу Російської імперії. У 1793—1794 роках Сміла — центр однойменного повіту. З 1797 року Сміла — містечко Черкаського повіту Київської губернії.

#### Сміла у власності роду графів Бобринських

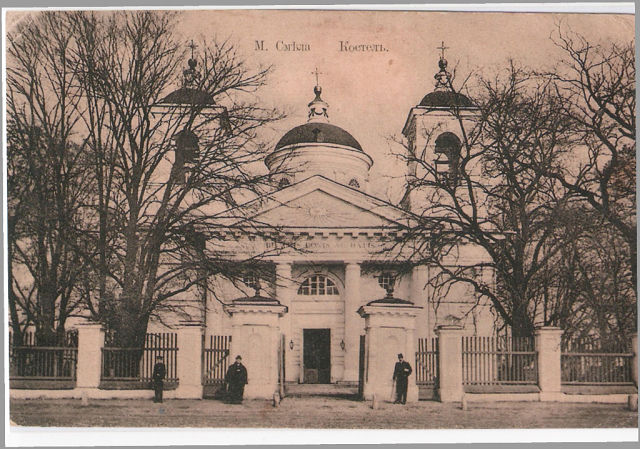
Смілянський костел у ХІХ столітті

У 1827 році завершено будівництво костелу котре тривало 9 років. Основним «спонсором» будівництва виступив власник села Товста Звенигородського повіту Антон Совецький, який був колишнім хорунжим у польському війську.
У 1838 році Сміла переходить до графині Софії Олександрівни Бобринської (до шлюбу Самойлова). Бобринські збудували у Смілі цукровий завод.
У 1845 році було 8 тисяч жителів, 755 будинків, 60 крамниць, одна корчма, 10 заїжджих дворів; буряко-цукрові, 3 цегельні і 2 винокурних і 2 шкіряних заводи, 10 млинів.
У 1858 році Графом Олексієм Олексійовичом Бобринським було влаштовано училище для дітей робітників і службовців при цукровому заводі містечка Сміла, яке спочатку отримало назву церковно-парафіяльної школи при Успенській церкві для хлопчиків. Школа складалая з трьох відділень і за програмою наприкінці ХІХ ст. відповідала умовам однокласного початкового училища. У 677 році, внаслідок використання шкільного приміщення під лікарню, навчання було перенесено до школи рафінандного заводу, яка також відносилася до церковно-приходської, відкритої у 1874 році при Смілянському рафінадному заваді. у 1877 році до неї була приєднана ще й перша школа. Фака з'єднання шкіл став підставою для її перетворення у двокласне приватне училище Графів Бобринських.
У 1860 році було 12,6 тисяч жителів, 3 православні церкви, католицький костел, Миколаївська церква на Загреблі (частина міста на правобережжі Тясьмину) та дзвіниця Унійної Церкви (сьогоднішня назва УГКЦ) в центрі міста (з протилежної сторони костелу), синагога, 2 єврейських молитовних будинки. Мировий суд, канцелярія судового допиту, земельна управа, станції — поштова і телеграфна. 176 крамниць, 255 ремісників. Аптека, волосна лікарня на 25 ліжок (тепер Центральна районна лікарня імені Софії Бобринської). Двічі на тиждень — базари, двічі на рік — ярмарки
У 1876 році через місто пролягла залізниця Фастів-Знамʼянка, відкрито станцію Бобринську.

Мапа Сміли у 1893 році

У 1879 році на 9 фабриках і заводах Сміли вироблено продукції на понад 4 млн карбованців — це більше, ніж того ж року випустило 76 заводів і фабрик Києва. У 1887 році при рафінадному заводі відкрито центральну телефонну станцію.
У 1889 році було 18 великих підприємств, де зайнято 1130 робітників. Працює завод із виробництва гасу для освітлення вулиць.
На початку XX століття в Смілі було 20 тисяч жителів, 23 фабрики і заводи, 13 соборів, церков та молитовних будинків, 10 шкіл, 3 ресторани, 81 купець. Проте 71 % селянських господарств — безземельні і малоземельні, а 52 % — безкінні.
У 1917 році крім великих цукрового і рафінадного заводів, було кілька дрібних підприємств: механічні майстерні, 6 шкіряних заводів, пивзавод, 2 маслобойні, миловарний, свічковий та жиросальний заводи, вальцовий млин, олійниці. 67 магазинів і пунктів громадського харчування. Чверть усіх вулиць — бруковані.

### Українська революція
17 квітня 1917 року, після повалення царського режиму в Російській імперії у Смілі утворився цивільний комітет, комісаром якого став учитель соціал-демократ. Також у Смілі створюються чисельні громадські комітети, котрі виступали за скорочення робочого дня до 8 годин замість 14, розподіл панської землі та інше.
За весь період Перших Визвольних Змагань, які відбувались з 1917 року по 1920 на основній території України, а подекуди тривали й до 1922—1924 років Смілянщина була одним з осередків національного визвольного руху. Серед відомих земляків та особистостей що брали активну участь в Українській революції можна відзначити Якова Водяного котрий був одним із ініціаторів створення Вільного козацтва, яке грало одну з ключових ролей у той період.
10 лютого 1920 року під час Зимового походу Кінна бригада на чолі з Петром Дяченком Армії УНР на короткий час здобула Смілу. На станції Сміла було захоплено 11 потягів із військовим майном та ще 80 возів із майном у місті. Це були запаси Південно-Західного фронту московських окупаційних військ. Це майно спішно відправили до Білозір'я. Проте невдовзі від станції Бобринська більшовики перейшли у контрнаступ і українським військам довелося залишити місто.
Внаслідок поразки Перших визвольних змагань Сміла входить до складу СРСР.

### Радянський період
З 1923 року Сміла — адміністративний центр однойменного району, а з 1926 року — місто.
Місто не обминув Голодомор 1932—1933 років.

### Друга світова війна
4 серпня 1941 року 116 стрілецька дивізія Червоної армії під натиском німецьких сил залишила Смілу.
За період німецької окупації у місті розстріляно і замучено близько 25 тисяч людей.
29 січня 1944 року військами 2-го Українського фронту, 373-ї Миргородської стрілецької дивізії місто було визволено.

### Післявоєнний період міста
У післявоєнний час розвитку Сміли знову був наданий істотний імпульс. У місті будується потужний радіоприладний завод. Будуються нові житлові масиви,

### Вихід України зі складу СРСР
З моменту розпаду Радянського Союзу у 1990-х промислове виробництво в Смілі скоротилося на 70 %. Одночасно було відзначено скорочення населення на 10 %, яке відбувалося в основному через виїзд громадян за межі міста.

## Вулиці та місцевості Сміли
Смілянській міській раді підпорядковується селище Ірдинівка.
Центральною площею міста є Майдан Слави.
Головними міськими магістралями є вулиці Незалежності, Уманська, Трипільська, Перемоги, Героїв Холодноярців, Соборна.
Сміла має низку мікрорайонів:
| - Гора; - Гречківка; - Загребля; - Машбуд - Мала Яблунівка; | - Поштовий; - РПЗ; - Кут; - Богдана; - Шевченка. |

Окрім того, традиційно район центрального Майдану Слави є місцевим Центром.

## Населення

### Чисельність
Чисельність населення Сміли, станом на 1 січня 2022 року, становить 65,675 осіб.

### Національний склад
Розподіл населення за національністю за даними перепису 2001 року:
| Національність  | Відсоток |
| --------------- | -------- |
| українці        | 89,54%   |
| росіяни         | 8,69%    |
| білоруси        | 0,39%    |
| євреї           | 0,22%    |
| роми            | 0,13%    |
| вірмени         | 0,11%    |
| інші/не вказали | 0,92%    |

### Мовний склад
Рідна мова населення за даними перепису 2001 року:
| Мова            | Чисельність, осіб | Відсоток |
| --------------- | ----------------- | -------- |
| Українська      | 61 186            | 89,10%   |
| Російська       | 6 956             | 10,13%   |
| Ромська         | 67                | 0,10%    |
| Білоруська      | 66                | 0,10%    |
| Вірменська      | 49                | 0,07%    |
| Румунська       | 25                | 0,04%    |
| Інші/Не вказали | 322               | 0,46%    |
| Разом           | 68 671            | 100%     |

## Економіка
У Смілі є цукровий комбінат (наразі ліквідований) (у 1970 році виготовив 37 000 т цукру і 1 200 т лимонної кислоти), машино-будівний завод (з 1930, основна продукція: машини для цукрової, хлібопекарської і олійно-жирової промисловості), електроремонтний (працює), молоко-консервний завод, броварня (наразі ліквідована), швейна і меблева фабрики. технікум (наразі коледж) харчової промисловості.

### ТОВ «СЕМЗ» (не працює)
Також у місті розташовано одне з найбільших машинобудівних підпрємств області — Смілянський електромеханічний завод, що займається ремонтом, розробкою та виробництвом тягових електричних машин.
Цьому підприємству вже майже 140 років. За роки його існування змінився профіль підприємства — від ремонту рухомого складу залізниці, до розробки і виробництва сучасних тягових електричних машин різної потужності.

### ТМ «Славна»
Також у місті розташовані виробничі потужності торговельної марки «Славна». Виробничі потужності складаються з високопродуктивного устаткування, яке розміщене в модернізованих корпусах Смілянської швейної фабрики, пристосованих для випуску медичної продукції одноразового використання. В сучасних цехах, обладнаних автоматизованими лініями, випускається широкий асортимент комплектів одягу, операційних покриттів, медичних інструментів.

### ДП «Орізон-Навігація»
У місті розташоване підприємство «Орізон-Навігація», яке спеціалізується на випуску електронних пристроїв, зокрема випускає компоненти для навігаційної системи ГЛОНАСС, а також сприяло розробці цієї системи. З 16 грудня 2021 року почала процедуру перетворення, 17 грудня того почала припинення роботи

### ТОВ «Еліт»
У 2008—2009 роках збудовано новий завод із випуску об'ємного морозива Le Jour. Завод належить компанії «Еліт» (торгова марка «Ажур»), яка має також заводи в Луцьку та Криму, і він є другим у світі після норвезького. Морозиво виробляється на обладнанні данської фірми «Тетра-Пак», лінія спроектована для автоматичного безперервного наповнення і заморожування продукту.

### СМБЗ
Смілянский Машинобудівний завод створений 1896 року за підримки графського роду Бобринских до 2000 року забезпечував конкурентноспроможність на ринку України і робочі місця в місті, але згодом завод став банкрутом. На стан 2017 року 80 % заводу законцервовано або продано. Лише кілька цехів працюють на теперішній час.

## Транспорт

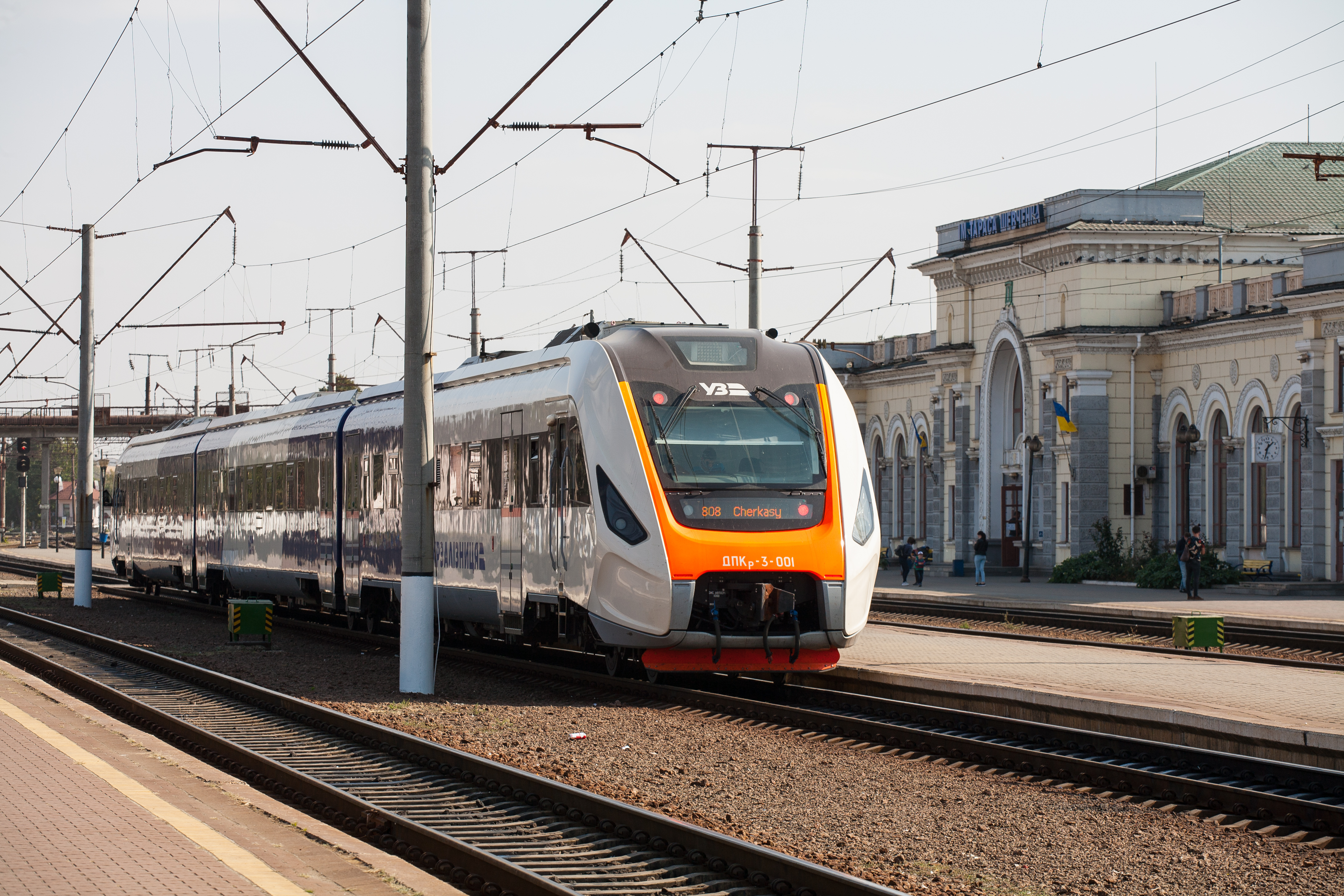
Залізнична станція імені Тараса Шевченка

В'їзд у Смілу з боку Черкас по

У місті розташований найбільший залізничний вузол Черкаської області станція імені Тараса Шевченка та автошлях Черкаси — Умань — Гайсин — Брацлав (317 км), збудований під керівництвом інженера Степана Кожум'яки що знаходиться у селі Костянтинівка за 300 м від адміністративної межі між містом та цим населеним пунктом.
У Смілі є також однойменна станція та декілька зупинних пунктів: Берегова, Заводська, Мала Яблунівка, Сріблянка, Хмельницька та Центральна.

## Освіта
Освіта міста забезпечує доступність і безоплатність дошкільної, повної загальної середньої та позашкільної освіти. Діє мережа дошкільних, загальноосвітніх та позашкільних навчальних закладів.

### Дошкільні навчальні заклади
У дошкільних навчальних закладах виховуються 2387 дітей, що становить 85 % дітей від 1 до 6 років. Укомплектовано 36 груп компенсуючого типу: 25 — логопедичні, 2 — для дітей із вадами зору, 3 — опорно-рухового апарату, 1 — із затримкою психічного розвитку, 5 — санаторних груп для дітей із малими та затухаючими формами туберкульозу.
- Дошкільний навчальний заклад № 1 (вул. Ю. Кондратюка, 11)
- Дошкільний навчальний заклад № 2 (вул. Ротондівська, 42)
- Дошкільний навчальний заклад № 7 (вул. Заводська, 13)
- Дошкільний навчальний заклад № 8 (вул. І. Франка, 19)
- Дошкільний навчальний заклад № 11 (вул. Кам'янська, 8)
- Дошкільний навчальний заклад № 12 (вул. Павлова, 32)
- Дошкільний навчальний заклад № 17 (вул. Ротондівська, 50)
- Дошкільний навчальний заклад № 18 (вул. Максима Величка, 16)
- Дошкільний навчальний заклад № 21 (вул. 40 років Перемоги, 28)
- Дошкільний навчальний заклад № 23 (вул. Мічуріна, 42)
- Дошкільний навчальний заклад № 24 (пров. Захисників України, 5)
- Дошкільний навчальний заклад № 26 (вул. I. Багряного, 12)
- Дошкільний навчальний заклад № 27 (вул. Б. Хмельницького, 53)
- Дошкільний навчальний заклад № 57 (вул. Лобачевського, 1-а)

### Навчальні заклади І—ІІІ ступенів
99,7 % учнів шкіл у Смілі навчаються українською мовою. У місті працює одна двомовна школа, яка задовольняє освітні потреби національних меншин. Усі учні навчалися у I зміну. 500 учнів початкових класів відвідували 21 групи продовженого дня, із них 390 учнів (13 груп) за рахунок місцевого бюджету, 110 учнів (8 груп) — за кошти батьків. 1748 учнів (67 класів поглиблено вивчають українську та англійську мови, математику, історію України, біологію, хімію, економіку. Профільним навчанням охоплено 100 % учнів 10—11-х класів. У 12 школах введено допрофільне навчання, яким охоплено 610 учнів (25 класів). У місті створена система контролю за якістю освіти, яка дає можливість учням шкіл брати активну участь в олімпіадах, конкурсах. Працює Центр по роботі з обдарованою молоддю, є Положення щодо його діяльності. Центри по роботі з обдарованою молоддю працюють у кожному загальноосвітньому навчальному закладі. На базі усіх шкіл діють консультаційні пункти. Школярі міста у минулому навчальному році стали учасниками понад 50 конкурсів різного рівня. В обласних конкурсах та змаганнях взяли участь 661 учень, перемогу здобули 488 учнів. Учасниками конкурсів та змагань Всеукраїнського рівня та міжнародного рівня стали 1493 учні, переможцями — 639 школярів.
В 2018 році Смілянська загальноосвітня школа-інтернат І—ІІІ ступенів була переформована й на її базі був створений новий навчальний заклад «Смілянська спеціалізована мистецька школа Черкаської обласної ради».
- Загальноосвітня школа І—ІІІ ступенів № 1 (вул. Незалежності, 66)
- Навчально-виховний комплекс «Загальноосвітня школа І—ІІІ ступенів № 3 — колегіум» (вул. Соборна, 75)
- Загальноосвітня школа І—ІІІ ступенів № 4 (вул. Незалежності, 90а)
- Навчально-виховний комплекс «Ліцей — загальноосвітня школа І—ІІІ ступенів „Лідер“ (вул. Героїв Небесної Сотні, 16)
- Загальноосвітня школа І—ІІІ ступенів № 6 (вул. Сунківська, 12)
- Загальноосвітня школа І—ІІІ ступенів № 7 (вул. Б. Хмельницького, 51а)
- Загальноосвітня школа І—ІІІ ступенів № 10 (вул. Лобачевського, 2а)
- Загальноосвітня школа І—ІІІ ступенів № 11(вул. Рєпіна, 47)
- Спеціалізована школа І—ІІІ ступенів № 12 (вул. Захисників України, 33)
- Загальноосвітня школа І—ІІІ ступенів № 13 (вул. Петра Сагайдачного, 71)
- Навчально-виховний комплекс „Дошкільний навчальний заклад— загальноосвітня школа І—ІІІ ступенів № 15“ (вул. Кармелюка, 38)
- Навчально-виховний комплекс „Загальноосвітня школа І ступеня— гімназія ім. В. Т. Сенатора“ (вул. Соборна, 125)
- Смілянська спеціалізована мистецька школа (пров. Захисників України, 34)
- Спеціальна загальноосвітня школа — інтернат (вул. Соборна, 240)

### Позашкільні навчальні заклади
Активними у конкурсах були і вихованці позашкільних навчальних закладів. Вони взяли участь у 129 конкурсах та змаганнях різних рівнів (міських — 24, обласних — 71, всеукраїнських — 34), у яких вибороли 657 призових місць, із них 177 — перших. 25 гуртківців Будинку дитячої та юнацької творчості взяли участь у 4 змаганнях міжнародного та всеукраїнського рівнів, де здобули 8 перших місць.
Лідерами за участю у змаганнях у минулому навчальному році були вихованці ДЮСШ „Олімп“. Вони взяли участь у 24 обласних та 17 всеукраїнських змаганнях, де вибороли 106 перших місць.
- Будинок дитячої та юнацької творчості (вул. 40 років Перемоги, 18 та вул. Соборна, 124)
- Дитячо-юнацька спортивна школа „Олімп“ (вул. Мічуріна, 42)
- Стадіон „Юність“ (вул. Мічуріна, 41)

### Вищі навчальні заклади
Також у Смілі є 2 вищі навчальні заклади І рівня акредитації, це:
- Смілянський технологічний фаховий коледж НУХТ
- Смілянський промислово-економічний коледж ЧДТУ [Архівовано 27 березня 2022 у Wayback Machine.]

Варто відзначити, що на базі Смілянського середнього хіміко-технологічного училища(сучасний Смілянський технікум харчових технологій) у 1929 році на його базі був створений цукровий інститут(сучасний Національний університет харчових технологій). Що у 1930 році був переведений до м. Києва і зараз технікум входить до його складу.
Також хотілось би пригадати відомих випускників навчального закладу: І. А. Кухаренко — ректор Київського політехнічного інституту, М. Ф. Кулінич — міністр харчової промисловості України та Радянського Союзу, П. Д. Федоров — директор Київського технологічного інституту харчової промисловості у 1947—1962 роках, А. А. Гетьман — академік Санкт-Петербургської Інженерної Академії, В. С. Брюховецький — почесний президент Києво-Могилянської академії, відомі діячі науки — М. О. Архипович, М. М. Пушанко, М. О. Масліков та багато інших.
Також у місті є філії для заочного навчання студентів Національного університету харчових технологій

## Медицина
У Смілі є такі заклади охорони здоров'я:
- КНП „Смілянська міська лікарня“ СМР (у її складі є поліклінічне відділення для дорослих, дитяча поліклініка ка та протитуберкульозне відділення)
- КНП „Смілянська стоматологічна поліклініка“ СМР
- Станція швидкої допомоги
- КНП „Черкаська обласна психіатрична лікарня“ Черкаської обласної ради
- КНП „Смілянська багатопрофільна лікарня ім. Софії Бобринської“

## Культура

### Заклади культури
У місті діє Будинок Культури, що знаходиться у центрі міста за адресою: вул. Соборна буд. 110, при якому відбуваються різного роду культурні заходи. Це і виступи народних колективів, артистів, гуртів та інше.
Також у місті є дитячі заклади культури, це:
- Дитяча школа мистецтв
- Дитяча музична школа № 2
- Будинок дитячої та юнацької творчості

### Музеї

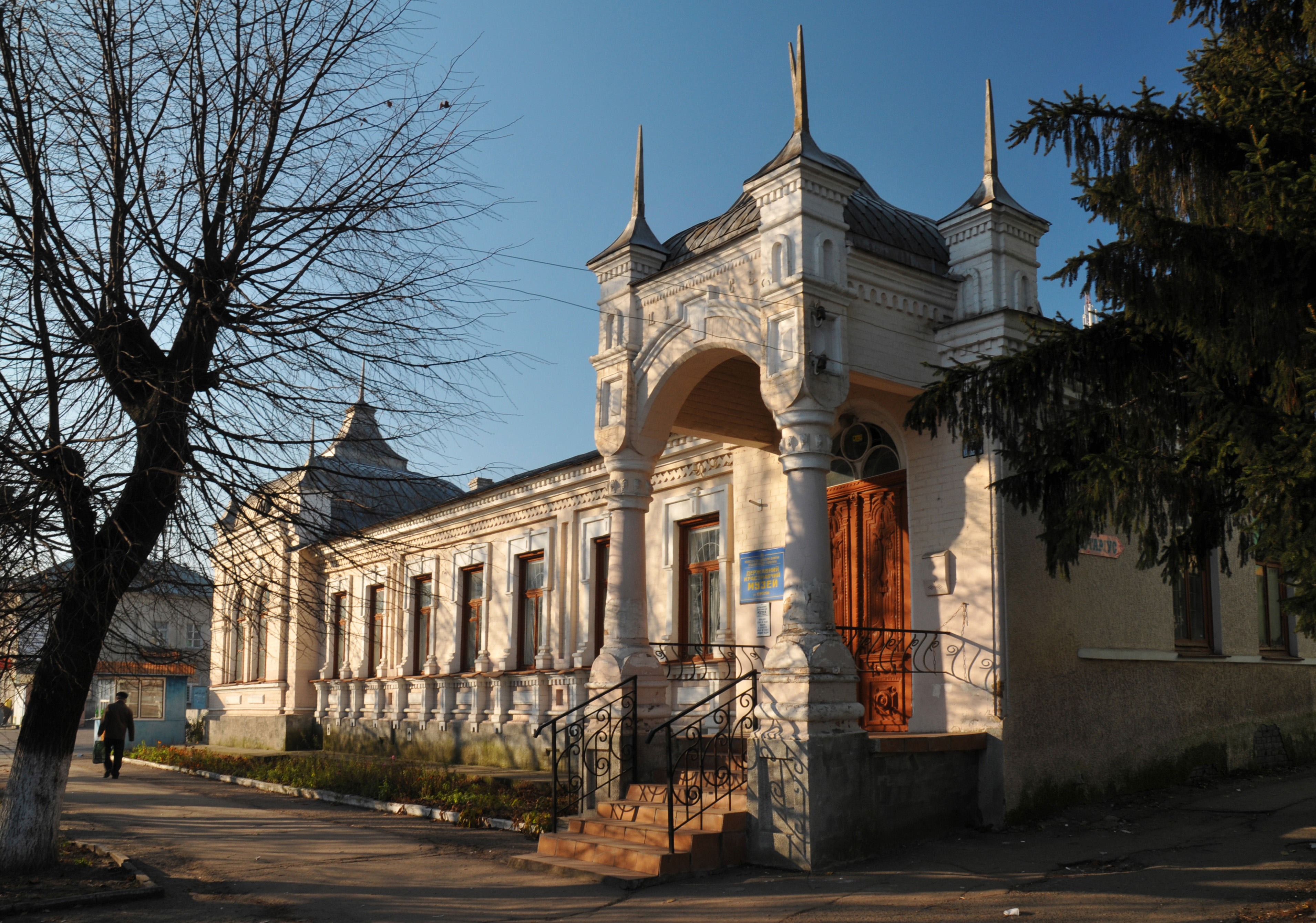
Будівля Смілянського краєзнавчого музею

У Смілі існує краєзнавчий музей, котрий було створено у 25 грудня 1967 року.
Експозицію розміщено в трьох залах, де представлено:
- картографічну спадщину Смілянщини кінця XIX — початку XX століття;
- матеріали, пов'язані з родиною колишніх власників містечка графів Бобринських та іменами відомих громадян міста;
- старожитності Наддніпрянщини.

Серед унікальних експонатів — скринька зі скла і металу роботи італійських ювелірів XVIII століття, навісний замо́к середини XIX століття, цеглини з будівель графів Бобринських та інші предмети.

### Медіа
Серед засобів масової інформації в місті постійно виходять такі друковані видання:
- „Сміла“
- „Смілянські обрії“
- „Сміла від А до Я“
- „РІО-експрес“

Існує і міський телеканал „Сміла-TV“, який транслюється по кабельній мережі міста. Також є телестудія „Тясмин“, що готує новини про місто, які виходять на обласному телеканалі „Ільдана“.
Серед радіоканалів — „Тясмин“ FM, на хвилі 106,4 ;„Обрії-ФМ“, що проводить трансляцію на хвилі 102

### Пам'ятники
- Пам'ятник Тарасу Шевченку (біля станції імені Шевченка)
- Пам'ятник Богдану Хмельницькому
- Пам'ятний знак Героям Небесної Сотні
- Пам'ятник Воїнам ВВВ

### Природно-заповідний фонд
На території міста розташовано об'єкти природно-заповідного фонду:
- ботанічні пам'ятки природи: Віковий дуб імені Якова Водяного, Графський дуб-красень, Софіївські дуби;
- Парк-пам'ятка садово-паркового мистецтва Міський парк.

## Релігія

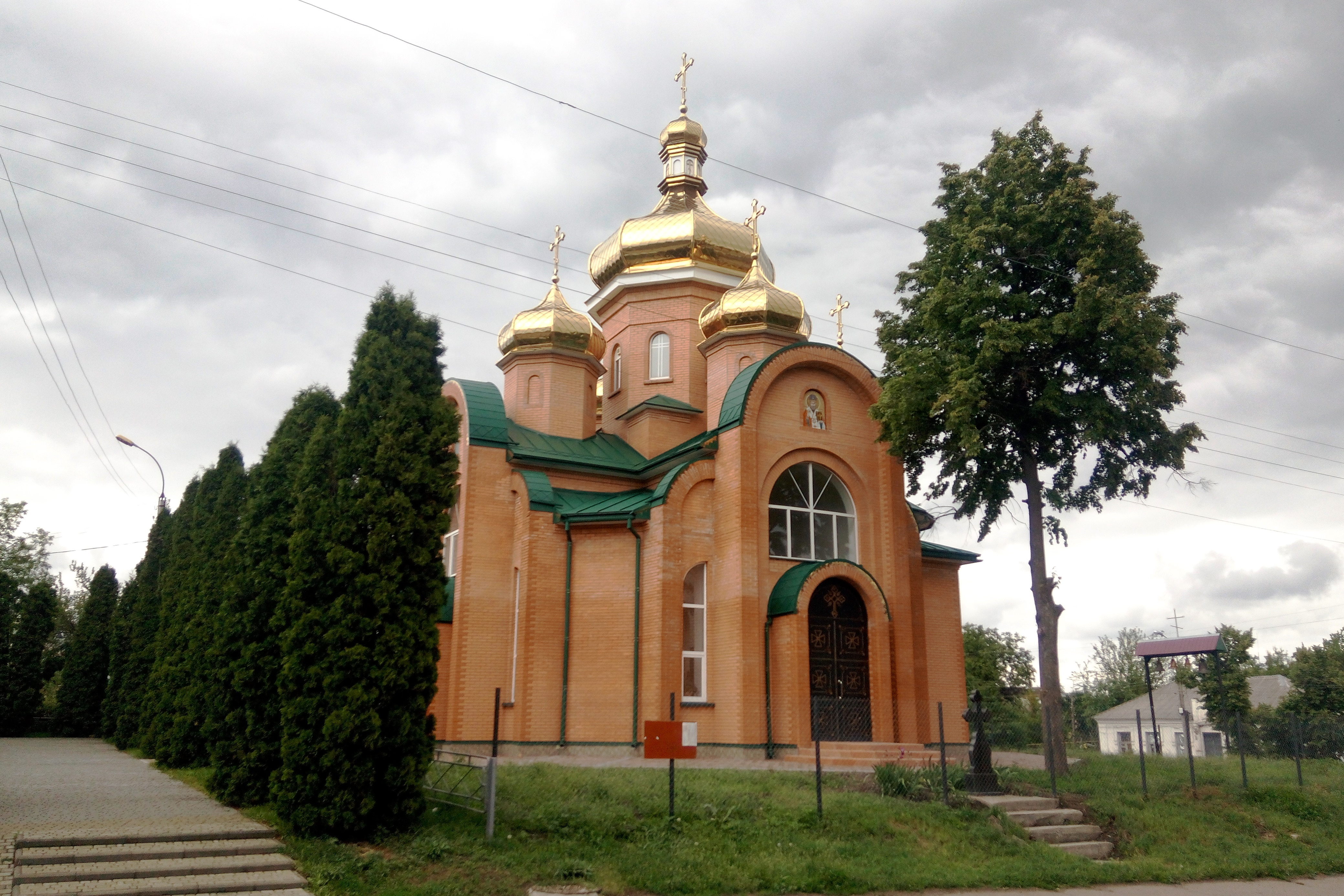
Храм Різдва святого Івана Хрестителя

Гравюра смілянського костелу з польського тижневика Tygodnik Ilustrowany

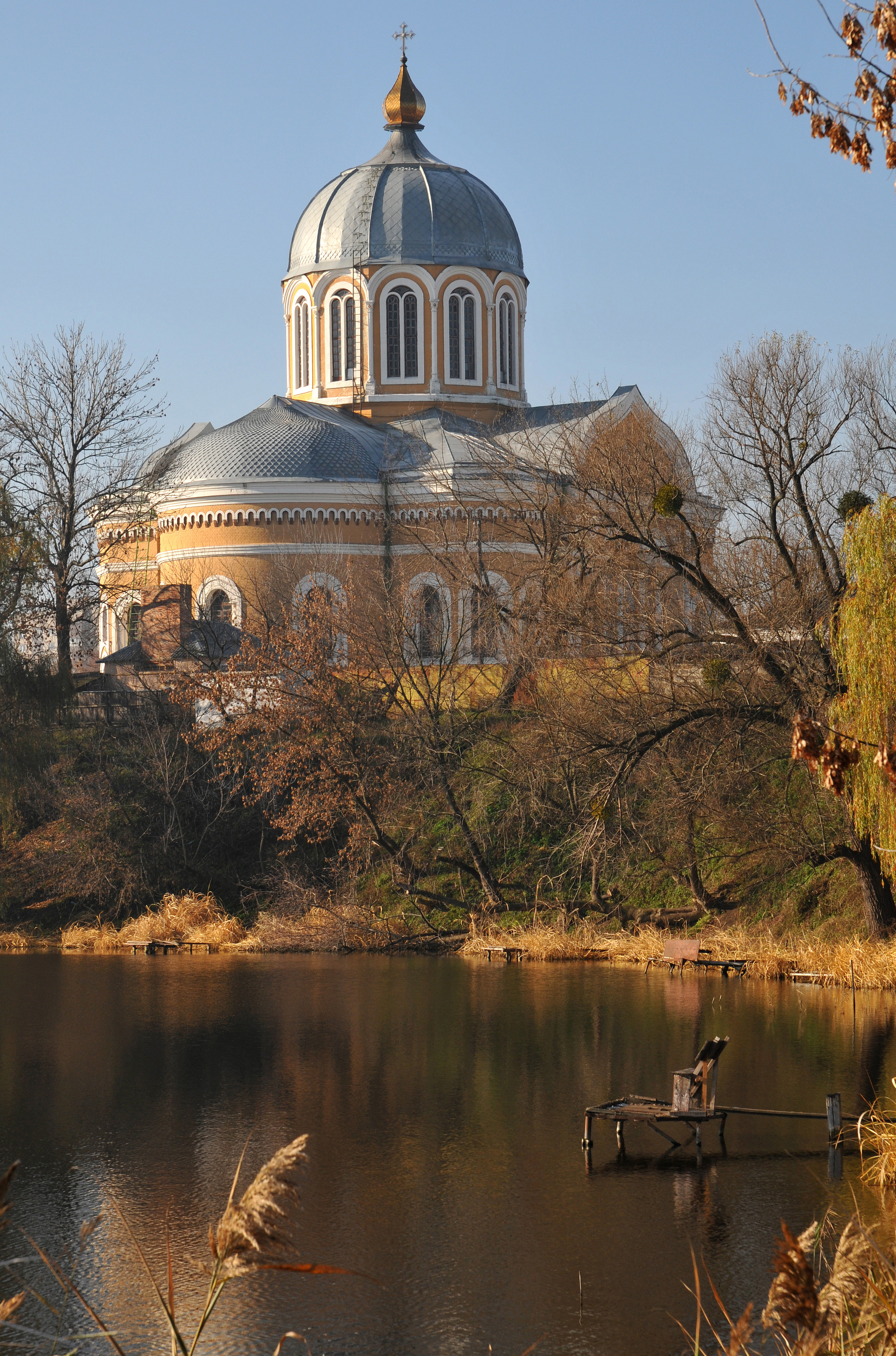
Покровський собор у Смілі

Л. І. Похилевич, український краєзнавець, у своїй книзі подає запис про візитацію 1741 року Смілянського протопопівства (благочинства) де подає, що у Смілі було чотири Православні церкви: Покровська, Успенська, Спаська і Миколаївська (про яку ще згадує автор в описі 1860-х років). Центральною була Спаська церква, де настоятелем був священник, якого іменували: протопоп. Благочинство налічувало — 26 церков, за візитацією 1747 року — 29 церков.
На початок XXI сторіччя у місті багато різних конфесій та вірувань.
Християнство у місті представлене 4 конфесіями:

#### Православна церква України
Собор на честь Покрови Пресвятої Богородиці. Збудований 1914 р. Громада перейшла з московського патріархату навесні 2022 р. Адреса: вул. Мічуріна 9.
Храм на честь Різдва Іоана Хрестителя. Це новозбудований храм, освячення якого звершив предстоятель ПЦУ Блаженнійший Митрополит Київський і всієї України Епіфаній 22 грудня 2019 року. Храм розташований за адресою вулиця Соборна, 72-б. Престольне свято 7 липня.

#### Українська греко-католицька церква
Церква Преображення Господнього (будується) по вул. Богдана Хмельницького, 53 (навпроти маг. «АТБ»). При храмі діє благодійний фонд та недільна школа для дітей та дорослих.

#### Римо-католицька церква в Україні
Костел Успіння Пресвятої Діви Марії

#### Протестантизм
Серед протестантських течій: церкви Євангельських християн-баптистів, п'ятдесятників, Адвентистів сьомого дня.

## Міста-побратими
- Ньютон, штат Айова, Сполучені Штати Америки
- Багачеве, Україна
- Ірпінь, Україна
- Ковель, Україна
- Рубіжне, Україна
- Йонава, Литва
- Орхей, Молдова
- Вадул-луй-Воде, Молдова
- Бургуен-Жальє, Франція[19]

## Відомі особи
Див. також Категорія:Персоналії:Сміла і Почесні громадяни Сміли

### У місті народилися
- Женя Авербух — ізраїльська архітекторка
- Водяний Яків Михайлович — український політичний діяч періоду Перших Визвольних Змагань, військовий і громадський діяч, смілянський полковник Вільного козацтва
- Глувківський Андрій Іванович — військовий і громадський діяч, ад'ютант командира 1-ї гарматної бригади 1-ї Запорозької дивізії Армії УНР; сотник Армії УНР
- Грищенко Олексій Іванович (1885—?) — український громадський діяч на Далекому Сході (Зеленому Клині та Китаю)
- Дерев'янко Олександр Анатолійович (1997—2022) — старший солдат Національної гвардії України, учасник російсько-української війни.
- Дмитраш Максим Олександрович — капітан поліції; учасник російсько-української війни. Призер Ігор Нескорених-2023.
- Довгань Володимир Захарович — український кінорежисер
- Жупінас Дмитро Васильович — полковник Армії УНР (генерал-хорунжий в еміграції)
- Дібрівний Дмитро Олександрович (1988—2014) — солдат Збройних сил України, учасник російсько-української війни
- Журлива Олена Костівна — українська поетеса
- Іващенко Віталій Вадимович — поет
- Калашник Микола Федорович (* 1940) — український художник
- Карпов Валерій Вікторович (* 1981) — український спортсмен і тренер (пауерліфтинг).
- Ковпак Олександр Олександрович — український футболіст, нападник
- Литвиненко Леонід Дмитрович — срібний призер Олімпіади-1972
- Ліпатов Валентин Миколайович — український дипломат
- Матушевський Федір Павлович — український громадський діяч, публіцист, літературознавець, критик
- Нестеренко Гаврило Ількович (1871—?) — український громадський діяч у Харбіні (Китай)
- Петряк Іван Євгенович — український футболіст
- Поляков Андрій Миколайович (1980—2023) — старший лейтенант Збройних сил України, учасник російсько-української війни.
- Портенко Леонід Олександрович — зоолог радянської доби
- Ревуцький Аврам — член Української Центральної Ради
- Сватко Таїсія Володимирівна (Таюне) — співачка та бек-вокалістка Олега Винника
- Семдор Семен — український актор, режисер, засновник театру імені Франка у Києві
- Симиренко Платон Федорович — український селекціонер плодових дерев
- Скрипник Анатолій Миколайович — український письменник, літературний критик, журналіст, радіоведучий, член Національної спілки письменників України
- Туманська (Чорна) Олена Анатоліївна (1985 р.) — відомий український режисер. Головний режисер каналу СТБ, проектів «Зважені та щасливі», «В пошуках істини» і т. д.
- Фастовська Іда Йосипівна (1922—2006) — архівіст, філолог
- Фурса Стефан Васильович — міський голова Вінниці (1939—1941), голова культурної комісії, голова Райсельбанку, голова Райпрофради в містах Сміла, Кам'янка, Канів та Монастирище
- Чефранова Ірина Михайлівна — український звукооператор
- Шліфер Шлойме Міхелевич (1889—1957) — головний рабин Москви у 1943—1957 роках
- Шулаков Віктор Олександрович (1942—2009) — видатний український театральний режисер.

### Герої Радянського Союзу
- Краснокутський Хаїм Меєрович (1 травня 1904 — 15 серпня 1982)[20];
- Сенатор Василь Трохимович (8 січня 1921 — 29 липня 1944)[21];
- Штерн Григорій Михайлович (1900—1941) — генерал-полковник, учасник бойових зіткнень біля озера Хасан, на річці Халхин-Гол і громадянської війни в Іспанії.

### «Небесна сотня»
Уродженець Смілянського району, що з сім'єю проживав у Смілі Юрій Пасхалін, був учасником Євромайдану та загинув 19 лютого 2014 року за Україну.
- Саєнко Андрій Степанович (1962—2014) — активіст Євромайдану, загинув 20 лютого 2014 року від кулі снайпера.

### Загиблі Герої під час проведення АТО
- Під час нападу терористів на комендатуру міста Щастя, що на Луганщині загинув командир підрозділу «Холодний Яр» Євген Войцехівський. Указом Президента України № 109/2015 від 26 лютого 2015 року, «за особисту мужність і високий професіоналізм, виявлені у захисті державного суверенітету та територіальної цілісності України», нагороджений орденом «За мужність» III ступеня (посмертно). Нагороджений Почесною відзнакою «За заслуги перед Черкащиною» (посмертно).
- Гілявський Валерій Михайлович (1964—2022) — старший солдат Збройних сил України, учасник російсько-української війни.
- Горбенко Андрій Степанович — Народився 6 січня 1971 року у місті Сміла, Черкаська область. Загинув 19 лютого 2015 року, біля с. Опитне, Ясинуватський район, Донецька область. Звання: Сержант. Посада: Водій. Підрозділ: 81-а окрема аеромобільна бригада (90-й окремий аеромобільний батальйон). Залишилася дружина та дві доньки. Похований у с. Мала Смілянка, Смілянський район, Черкаська область. Указом Президента України № 270/2015 від 15 травня 2015 року, «за особисту мужність і високий професіоналізм, виявлені у захисті державного суверенітету та територіальної цілісності України, вірність військовій присязі», нагороджений орденом «За мужність» III ступеня (посмертно).
- Дімітров Михайло Сергійович («Гайдамака») — народився 26 жовтня 1983 року у с. Кірове, Нікопольський район, Дніпропетровська область. Проживав у місті Сміла. Підрозділ: Добровольчий Український Корпус «Правий сектор». Помер 17 січня 2018 р. у шпиталі від важких осколкових поранень отриманих увечері 16 січня 2018 р. в промзоні м. Авдіївка, коли загинув А. Витвицький. Залишилася донька. Похований у с. Костянтинівка, Смілянський район, Черкаська область. Нагороджений Почесною відзнакою «За заслуги перед Черкащиною» (посмертно). Нагороджений відзнакою ДУК ПС «Бойовий Хрест Корпусу» (посмертно).
- Гупаленко Юрій Анатолійович — Народився 30 червня 1969 р., м. Сміла, Черкаська область. Загинув 25 вересня 2019 р., смт Новотроїцьке, Волноваський район, Донецька область. Звання: Старшина. Підрозділ: Донецький прикордонний загін. Залишилися дружина та двоє синів. Похований у м. Сміла, Черкаська область.
- Дібрівний Дмитро Олександрович («Груша») — Народився 11 травня 1988 року в місті Сміла, Черкаська область. Загинув 16 серпня 2014 р., с. Хрящувате, Краснодонський район, Луганська область. Звання: Солдат. Посада: Стрілець.
- Жук Костянтин Олександрович (1955—2024) — український військовослужбовець, полковник, учасник російсько-української війни.
- Терехов Владислав Ігорович (2002—2022) — лейтенант Збройних сил України, учасник російсько-української війни. Офіцерське звання отримано посмертно.

## Галерея

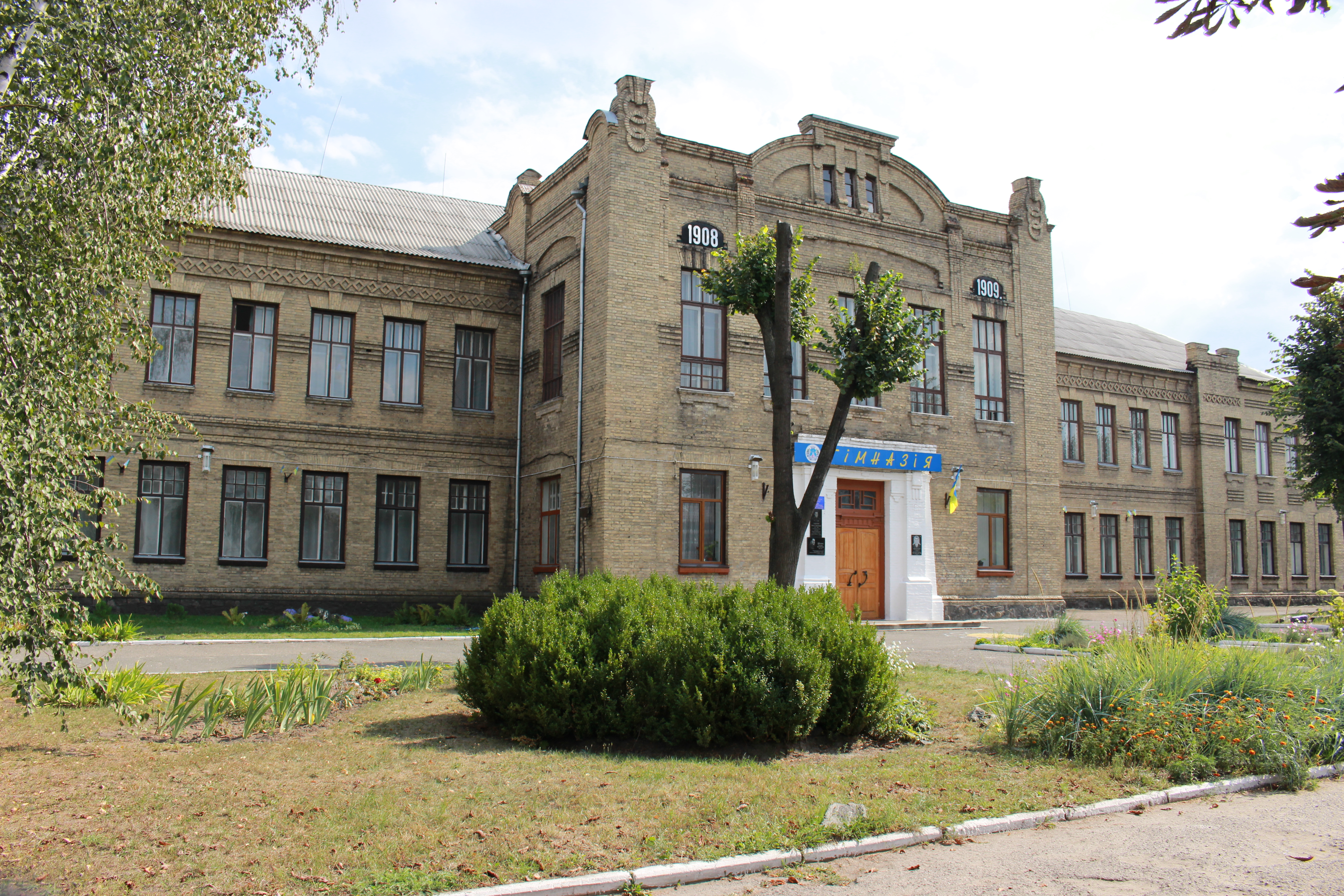
Чоловіча гімназія
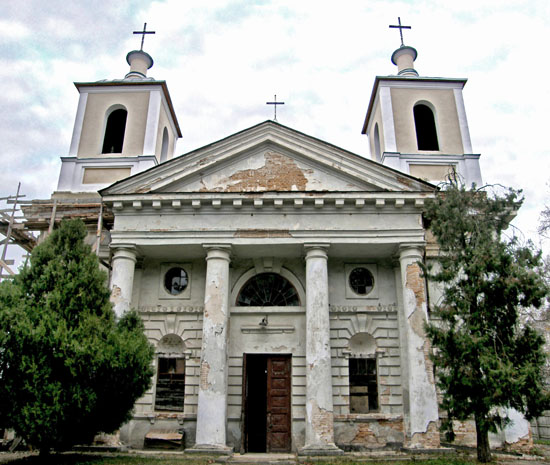
Костел Успіння Богородиці
Пам'ятник Шевченку у Смілі
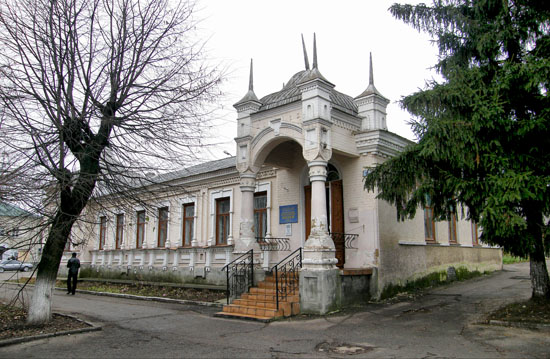
Смілянський краєзнавчий музей(До 1917 року - відділення Ощадбанку Російської імперії в м. Сміла)
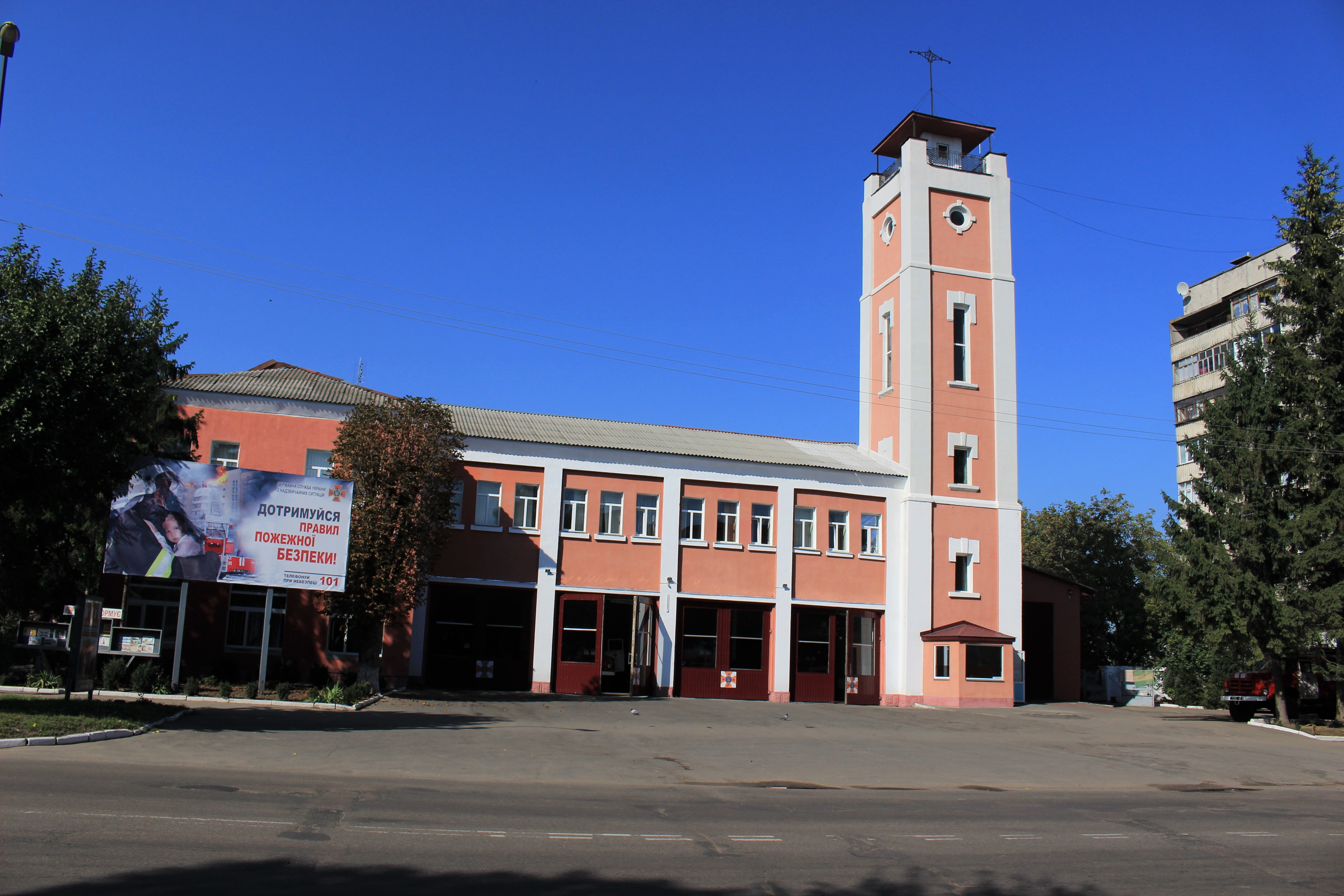
Пожежна вежа (збуд. 1929)
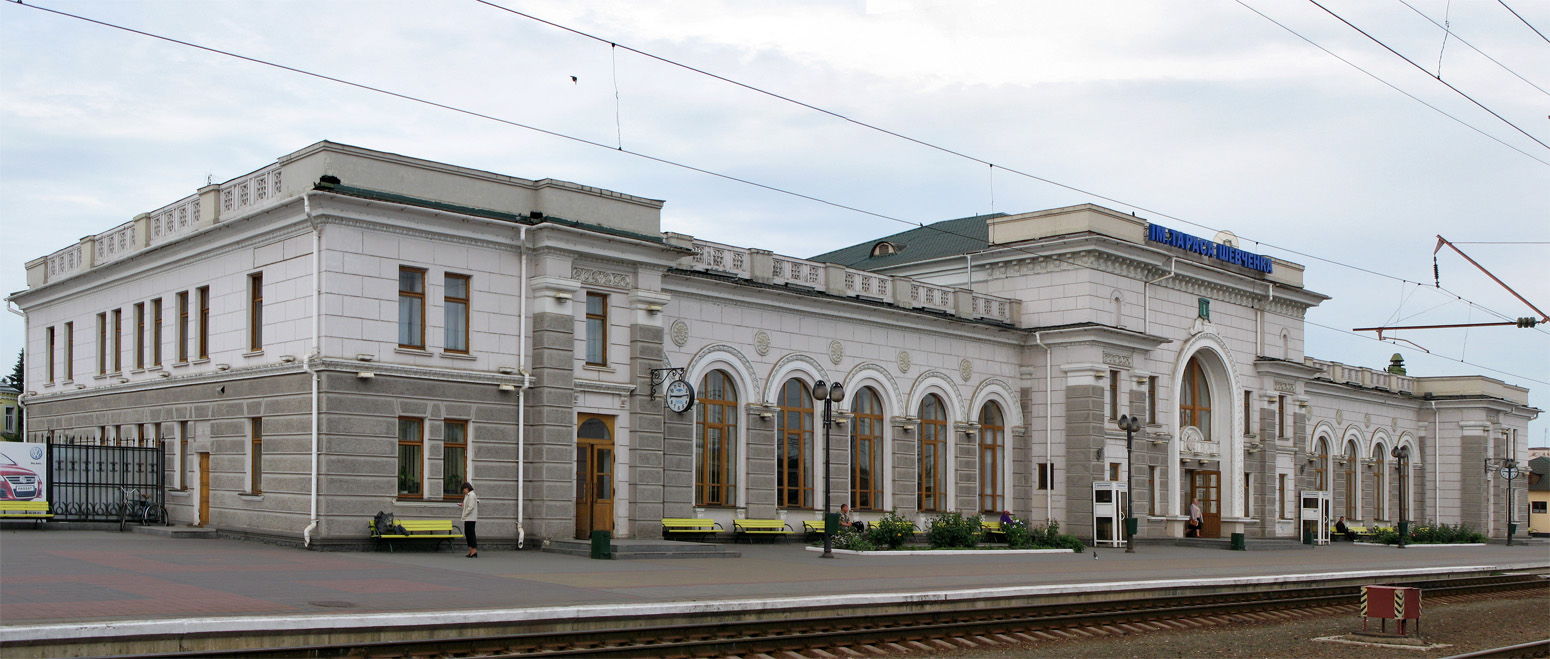
Південний вокзал станції імені Тараса Шевченка
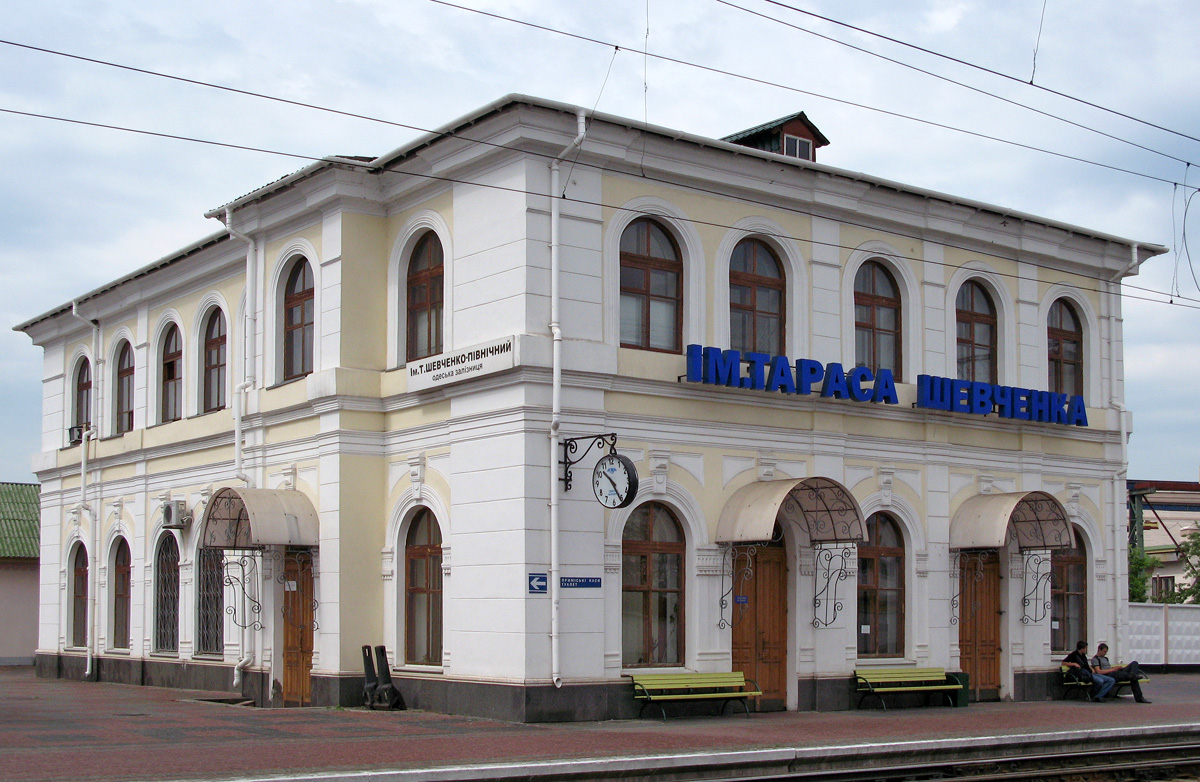
Північний вокзал станції імені Тараса Шевченка
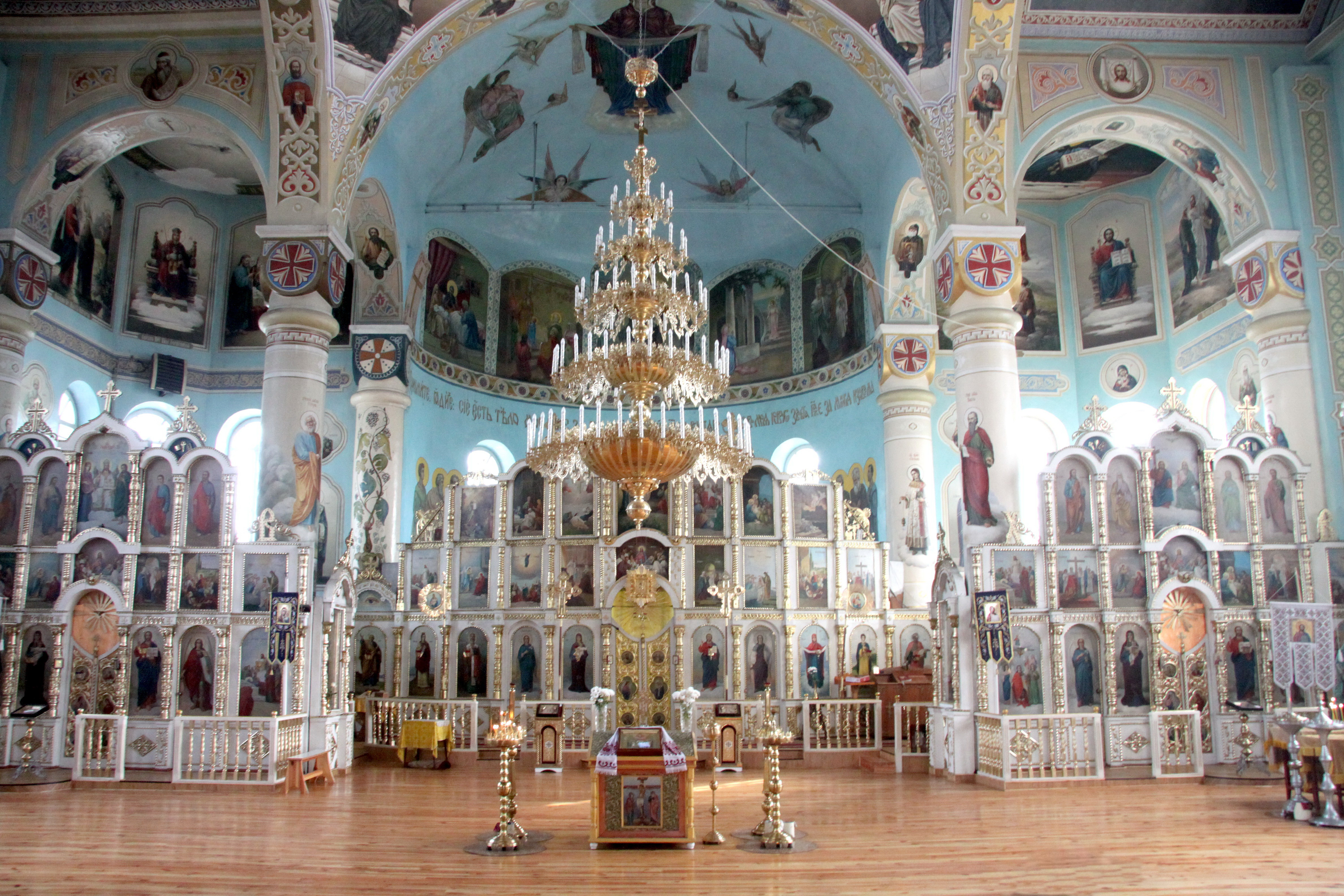
Інтер'єр собору Преображення Господнього УПЦ